# Rakonje
Rakonje (cyr. Ракоње) – miasto w Czarnogórze, w gminie Bijelo Polje. W 2011 roku liczyło 2328 mieszkańców.